# Nanohammus annulicornis
Nanohammus annulicornis är en skalbaggsart som först beskrevs av Maurice Pic 1934.  Nanohammus annulicornis ingår i släktet Nanohammus och familjen långhorningar. Inga underarter finns listade i Catalogue of Life.